# Amos L. Allen
Amos Lawrence Allen, född 17 mars 1837 i Waterboro, Maine, död 20 februari 1911 i Washington, D.C., var en amerikansk politiker (republikan). Han var ledamot av USA:s representanthus från 1899 fram till sin död.
Thomas Brackett Reed avgick 1899 som kongressledamot och Allen fyllnadsvaldes till representanthuset.
Allen avled 1911 i ämbetet och gravsattes på Evergreen Cemetery i Alfred i Maine.